# París-Roubaix 2023
La 120.ª edición de la clásica ciclista París-Roubaix fue una carrera en Francia que se celebró el 9 de abril de 2023 sobre un recorrido de 256,6 kilómetros entre la ciudad francesa de Compiègne y el velódromo del municipio de Roubaix. 
La carrera formó parte del UCI WorldTour 2023, calendario ciclístico de máximo nivel mundial, siendo la decimosexta carrera de dicho circuito y fue ganada por el neerlandés Mathieu van der Poel del Alpecin-Deceuninck, haciéndose con su segundo monumento de 2023, y el cuarto de su carrera. Completaron el podio, como segundo y tercer clasificado respectivamente, los belgas Jasper Philipsen del Alpecin-Deceuninck y Wout van Aert del Jumbo-Visma.
Además, esta edición se convirtió en la más rápida de la historia, con una velocidad media de 46,84 kilómetros por hora.

## Equipos participantes
En la edición de 2023 participaron un total de 25 equipos, los 18 UCI WorldTour y siete equipos UCI ProSeries:
| WorldTeams (18)- AG2R Citroën Team - Alpecin-Deceuninck - Astana Qazaqstan Team - Bahrain Victorious - Bora-Hansgrohe - Cofidis - EF Education-EasyPost - Groupama-FDJ - Ineos Grenadiers - Intermarché-Circus-Wanty - Jumbo-Visma - Movistar Team - Soudal Quick-Step - Arkéa-Samsic - Team DSM - Team Jayco AlUla - Trek-Segafredo - UAE Team Emirates ProTeams (7)- Bingoal WB - TotalEnergies - Lotto Dstny - Israel-Premier Tech - Q36.5 Pro Cycling Team - Team Flanders-Baloise - Uno-X Pro Cycling Team |
| |

## Clasificación final
- La clasificación finalizó de la siguiente forma:[4]

| \| Clasificación general \| Clasificación general \| Clasificación general \| Clasificación general \| Clasificación general \| \| Ciclista \| Ciclista \| Equipo \| Tiempo \| \| \| --------------------- \| --------------------- \| ------------------------ \| --------------------- \| --------------------- \| \| 1.º \| Mathieu van der Poel \| Alpecin-Deceuninck \| 5 h 28 min 41 s \| \| \| 2.º \| Jasper Philipsen \| Alpecin-Deceuninck \| + 46 s \| \| \| 3.º \| Wout van Aert \| Jumbo-Visma \| + 46 s \| \| \| 4.º \| Mads Pedersen \| Trek-Segafredo \| + 50 s \| \| \| 5.º \| Stefan Küng \| Groupama-FDJ \| + 50 s \| \| \| 6.º \| Filippo Ganna \| Ineos Grenadiers \| + 50 s \| \| \| 7.º \| John Degenkolb \| Team DSM \| + 2 min 35 s \| \| \| 8.º \| Max Walscheid \| Cofidis \| + 3 min 31 s \| \| \| 9.º \| Laurenz Rex \| Intermarché-Circus-Wanty \| + 3 min 35 s \| \| \| 10.º \| Christophe Laporte \| Jumbo-Visma \| + 4 min 11 s \| \| \| 11.º \| Gianni Vermeersch \| Alpecin-Deceuninck \| + 4 min 11 s \| \| \| 12.º \| Florian Vermeersch \| Lotto Dstny \| + 4 min 11 s \| \| \| 13.º \| Sjoerd Bax \| UAE Team Emirates \| + 4 min 11 s \| \| \| 14.º \| Nathan Van Hooydonck \| Jumbo-Visma \| + 4 min 11 s \| \| \| 15.º \| Alexander Kristoff \| Uno-X Pro Cycling Team \| + 5 min 36 s \| \| \| 16.º \| Sep Vanmarcke \| Israel-Premier Tech \| + 5 min 36 s \| \| \| 17.º \| Mike Teunissen \| Intermarché-Circus-Wanty \| + 5 min 36 s \| \| \| 18.º \| Dries Van Gestel \| TotalEnergies \| + 5 min 36 s \| \| \| 19.º \| Matteo Trentin \| UAE Team Emirates \| + 5 min 36 s \| \| \| 20.º \| Jasper Stuyven \| Trek-Segafredo \| + 5 min 36 s \| \| |                      |                          |                 |
| |                      |                          |                 |
| Fuente: ProCyclingStats |                      |                          |                 |
| Clasificación general |                      |                          |                 |
| Ciclista | Ciclista             | Equipo                   | Tiempo          |
| 1.º | Mathieu van der Poel | Alpecin-Deceuninck       | 5 h 28 min 41 s |
| 2.º | Jasper Philipsen     | Alpecin-Deceuninck       | + 46 s          |
| 3.º | Wout van Aert        | Jumbo-Visma              | + 46 s          |
| 4.º | Mads Pedersen        | Trek-Segafredo           | + 50 s          |
| 5.º | Stefan Küng          | Groupama-FDJ             | + 50 s          |
| 6.º | Filippo Ganna        | Ineos Grenadiers         | + 50 s          |
| 7.º | John Degenkolb       | Team DSM                 | + 2 min 35 s    |
| 8.º | Max Walscheid        | Cofidis                  | + 3 min 31 s    |
| 9.º | Laurenz Rex          | Intermarché-Circus-Wanty | + 3 min 35 s    |
| 10.º | Christophe Laporte   | Jumbo-Visma              | + 4 min 11 s    |
| 11.º | Gianni Vermeersch    | Alpecin-Deceuninck       | + 4 min 11 s    |
| 12.º | Florian Vermeersch   | Lotto Dstny              | + 4 min 11 s    |
| 13.º | Sjoerd Bax           | UAE Team Emirates        | + 4 min 11 s    |
| 14.º | Nathan Van Hooydonck | Jumbo-Visma              | + 4 min 11 s    |
| 15.º | Alexander Kristoff   | Uno-X Pro Cycling Team   | + 5 min 36 s    |
| 16.º | Sep Vanmarcke        | Israel-Premier Tech      | + 5 min 36 s    |
| 17.º | Mike Teunissen       | Intermarché-Circus-Wanty | + 5 min 36 s    |
| 18.º | Dries Van Gestel     | TotalEnergies            | + 5 min 36 s    |
| 19.º | Matteo Trentin       | UAE Team Emirates        | + 5 min 36 s    |
| 20.º | Jasper Stuyven       | Trek-Segafredo           | + 5 min 36 s    |

## Ciclistas participantes y posiciones finales
Convenciones:
- AB: Abandono
- FLT: Retiro por llegada fuera del límite de tiempo
- NTS: No tomó la salida
- DES: Descalificado o expulsado

## UCI World Ranking
La París-Roubaix otorgó puntos para el UCI World Ranking para corredores de los equipos en las categorías UCI WorldTeam, UCI ProTeam y Continental. Las siguientes tablas son el baremo de puntuación y los diez corredores que obtuvieron más puntos:
| Posición   | 1.º | 2.º | 3.º | 4.º | 5.º | 6.º | 7.º | 8.º | 9.º | 10.º | 11.º | 12.º | 13.º | 14.º | 15.º | 16.º-20.º | 21.º-30.º | 31.º-50.º | 51.º-55.º | 56.º-60.º |
| Puntuación | 800 | 640 | 520 | 440 | 360 | 280 | 240 | 200 | 160 | 135  | 110  | 95   | 85   | 65   | 55   | 50        | 30        | 15        | 10        | 5         |

| Clasificación |                      |                          |        |
| Posición      | Ciclista             | Equipo                   | Puntos |
| ------------- | -------------------- | ------------------------ | ------ |
| 1.º           | Mathieu van der Poel | Alpecin-Deceuninck       | 800    |
| 2.º           | Jasper Philipsen     | Alpecin-Deceuninck       | 640    |
| 3.º           | Wout van Aert        | Jumbo-Visma              | 520    |
| 4.º           | Mads Pedersen        | Trek-Segafredo           | 440    |
| 5.º           | Stefan Küng          | Groupama-FDJ             | 360    |
| 6.º           | Filippo Ganna        | INEOS Grenadiers         | 280    |
| 7.º           | John Degenkolb       | DSM                      | 240    |
| 8.º           | Max Walscheid        | Cofidis                  | 200    |
| 9.º           | Laurenz Rex          | Intermarché-Circus-Wanty | 160    |
| 10.º          | Christophe Laporte   | Jumbo-Visma              | 135    |